# Tomboutou
Ne doit pas être confondu avec Tombouctou.
Tomboutou  est un arrondissement situé dans le département de l'Alibori au Bénin. Il est placé sous juridiction administrative de la commune de Malanville.

## Histoire
Tomboutou devient officiellement un arrondissement le 27 mai 2013 après la délibération  et l'adoption par l'assemblée nationale du Bénin en sa séance du 15 février 2013 de  la loi n° 2013-05  du 15/02/2013 portant création, organisation, attributions et fonctionnement des unités administratives  locales en République du Bénin.

## Administration
Tomboutou fait partie des cinq arrondissements que compte la commune de Malanville. Dans l'arrondissement, on dénombre 09 quartiers et villages :Baniloua, Dèguè-Dègué, Gorou-Djindé, Molla, Sakawan-Tédji, Sakawan-Zénon, Santché,Toumboutou et Wanzam-Koara,,.

## Population
Selon le recensement général de la population et de l'habitation (RGPH4) de l'institut national de la statistique et de l'analyse économique (INSAE) au Bénin en 2013, la population de Tomboutou s'élève à 17539 habitants dont 8732 hommes et 8807 femmes,,.